# Entremont Alliance
Entremont Alliance ist eine französische, weltweit agierende Unternehmensgruppe der Milchwirtschaft. Die Gruppe stellt vor allem Käse verschiedener Sorten her, aber auch andere industrielle Milchprodukte wie Milchpulver und Milchserum (Molke, aus der das Eiweiß entzogen wurde, verwendet vor allem als Tierfutter und Grundstoff für Säuglingsmilch).

## Marken
Eigene Marken des Unternehmens sind Entremont, Meule d’or und Juragruyère sowie die industrielle Milchpulvermarke Sicalac. Die Käse-Dachmarke Entremont gehört zu den bekanntesten Käsemarken in Frankreich (Bekanntheitsgrad 90 %). Unter dieser Marke werden Rohmilch-Hartkäsesorten wie Emmentaler, Beaufort (aus der Region Savoyen) oder Comté (ein AOC-Käse aus der Region Franche-Comté) sowie Raclette-Käse angeboten. Weitere Käsesorten sind Gruyère, Morbier, Raclette-, Tartiflette-/Reblochon- und Fonduekäse. Beim Comté hat Entremont-Alliance in Frankreich einen Mengen-Marktanteil von rund 26 Prozent und ist damit Marktführer. Der Comté wird von Entremont nicht industriell, sondern von Zulieferern, den sogenannten „Fruitières“ (handwerklich arbeitenden Hauskäsereien), produziert und dann in den Reifekellern des Unternehmens gelagert.

## Struktur und Kennzahlen
Die Unternehmensgruppe Entremont Alliance hat ihren Hauptsitz in Annecy im ostfranzösischen Département Haute-Savoie. Sie entstand 2005 aus dem Zusammenschluss der Unternehmen Alliance d'Unicopa (eine bretonische Molkerei-Genossenschaft, gegründet 1960) und Entremont (ursprünglich hauptsächlich Produzent von französischem Emmentaler, gegründet 1948).

### Tochtergesellschaften und Beteiligungen
Die Produktionsstätten von Entremont Alliance sind vor allem in Frankreich angesiedelt, daneben auch in Deutschland, Österreich, Belgien, Polen, Tschechien und Italien.
Französische Tochtergesellschaften sind:
- Euroserum: gegründet 1973, weltgrößter Hersteller von entmineralisiertem Milchserum, ein Rohstoff zur Herstellung von Säuglingsmilch
- Cofranlait: gegründet 1983, produziert unter anderem Bio-Milchprodukte
- Beuralia: größter industrieller Butterhersteller Frankreichs; ein Gemeinschaftsunternehmen von Entremont Alliance und Sodiaal

Die deutsche Tochtergesellschaft der Entremont-Alliance ist die Stegmann Emmentaler Käsereien GmbH in Kempten (Allgäu), in Deutschland Marktführer bei der Herstellung und Vertrieb von Emmentaler- und Hartkäsespezialitäten im Premium-Segment.

### Besitzverhältnisse
Gesellschafter der Entremont Alliance waren bis 2010 über die Zwischenholding UNIFEM:
- Compagnie Nationale à Portefeuille (Groupe CNP; diese wird kontrolliert von der Groupe de Charleroi des belgischen Finanzinvestors Baron Albert Frère): 63,5 %
- Groupe UNICOPA: 36,5 %

Zum Jahresanfang 2011 wurde Entremont Alliance vollständig von der Genossenschaft Sodiaal übernommen.

### Kennzahlen
Die Unternehmensgruppe Entremont Alliance erzielt einen Jahresumsatz von rund 1,7 Milliarden Euro und beschäftigt insgesamt rund 4.100 Mitarbeiter. Sie verarbeitet jährlich rund 2,2 Milliarden Liter Milch und produziert daraus rund 195.000 Tonnen Käse sowie rund 315.000 Tonnen Butter, Milchpulver, Trinkmilch und Milchserum.